# Partamona xanthogastra
Partamona xanthogastra là một loài Hymenoptera trong họ Apidae. Loài này được Pedro & Camargo mô tả khoa học năm 1997.